# Kyidris media
Kyidris media é uma espécie de formiga da família Formicidae. É endémica da Papua-Nova Guiné.